# Metaphidippus smithi
Metaphidippus smithi är en spindelart som först beskrevs av George William Peckham och Elizabeth Maria Gifford Peckham 1901.  Metaphidippus smithi ingår i släktet Metaphidippus och familjen hoppspindlar. Inga underarter finns listade i Catalogue of Life.